# Anime- und Manga-Convention

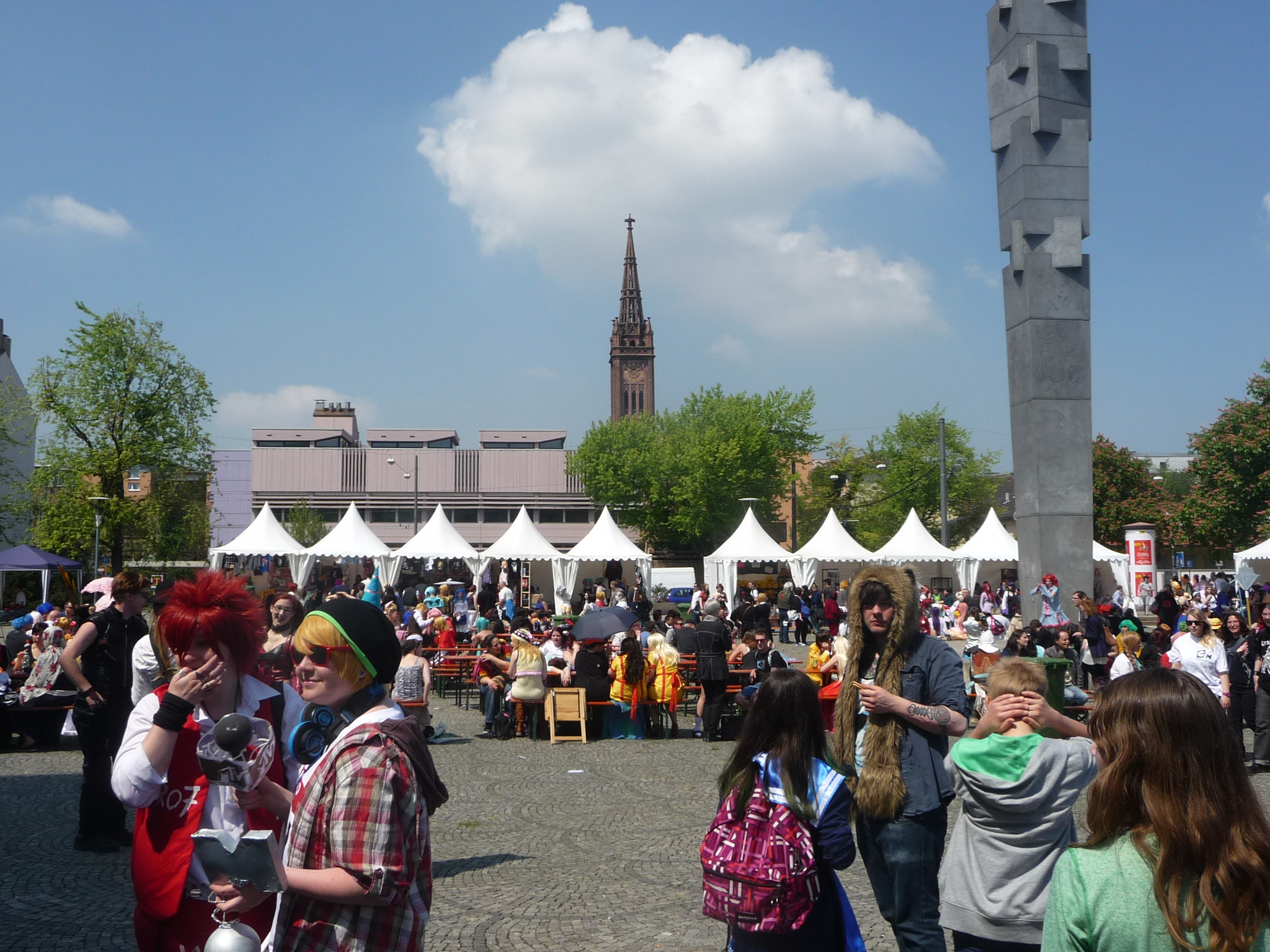
Die Convention „Hanami“ in Ludwigshafen 2013

Anime- und Manga-Conventions werden Veranstaltungen genannt, zu denen sich Fans von Anime und Manga treffen. Das Programm von Conventions, die weltweit stattfinden, umfasst oft die Vorführung von Anime-Filmen und -Serien, Verkaufsstände für Mangas, Animes und Merchandisingprodukten bis hin zu Messen sowie Bühnenvorführungen wie Cosplay-Wettbewerbe, Konzerte oder Vorführungen von Showgruppen.

## Programm
Auf größeren dieser oft mehrtägigen Veranstaltungen mit teilweise tausenden von Besuchern haben sich bestimmte Angebote etabliert. Dazu gehören oft Räumlichkeiten für Aussteller (Händler, Clubs, Verlage etc.), Vorführungen von Anime in dafür eingerichteten Videoräumen, Wettbewerbe für Cosplay und Zeichnungen (meist im Verbund mit einer Ausstellung), Workshops zu unterschiedlichen Themen wie Manga-Zeichnen, Go usw. und Signierstunden von Ehrengästen aus dem In- und Ausland. Im Zentrum dieser Veranstaltungen befindet sich meist eine zentrale Bühne, auf der neben Cosplay auch andere Vorführungen geboten werden. Je nach Convention können auch noch weitere Besonderheiten hinzukommen.
Die Stimmung auf Anime-Conventions ist vergleichbar mit großen Familienfesten, bei denen es einem Großteil des Publikums darauf ankommt, sich mit Gleichgesinnten zu treffen. Seit einigen Jahren verabreden sich Fans zunehmend schon vorher über das Internet in einschlägigen Foren und bekunden ihren Zusammenhalt beispielsweise durch eine einheitliche Kleidung (Cosplay) zu einem bestimmten Thema.

## Geschichtliche Entwicklung
Moderne Anime-Conventions haben ihre Wurzeln in US-amerikanischen Science-Fiction- und Comic-Conventions. Ab Ende der 1970er-Jahre fanden auf solchen Veranstaltungen, so auf der Comic-Con oder Lunacon, in eigenen Bereichen Vorführungen von in den USA damals populären Anime-Fernsehserien wie etwa Brave Raideen und Star Blazers statt, zu denen sich auch bald aus Japan importierte Anime-Originalfassungen gesellten. Als erste eigenständige größere Anime-Veranstaltung überhaupt nennt Dave Merill die erste YamatoCon, die am 13. August 1983 in Dallas stattfand. Diese ersten Versuche hatten jedoch nicht lange Bestand, u. a. aufgrund der häufig wechselnden Organisatoren. Als erste längerfristig erfolgreiche westliche Anime-Convention etablierte sich ab 1990 die heute noch existierende Project A-Kon in Dallas. Als erste Convention mit großer Unterstützung der amerikanischen Anime-Publisher und mit japanischen Gästen nennt Fred Patten die AnimeCon 1991. 1992 fand die erste Anime Expo statt, bis heute eine der größten Conventions. Entscheidend trug dazu bei, dass damals Anime wie etwa Akira auch außerhalb Japans einem größeren Publikum bekannt wurden. In der Folge entstanden ab Anfang der 1990er-Jahre in den Vereinigten Staaten immer mehr Veranstaltungen wie Animethon, Otakon und JACON, die teilweise auch heute noch stattfinden und bis zu mehrere zehntausend Besucher anziehen.
In Europa und Australien folgte eine vergleichbare Entwicklung ab Mitte der 1990er-Jahre, was zeitlich recht gut mit der steigenden Verfügbarkeit von Anime und Manga in den jeweiligen Ländern übereinstimmt.
Durch die zunehmende Verbreitung dieser Medien gründeten sich auch viele kleinere Veranstaltungen in Bereichen, die nicht von den großen und etablierten Veranstaltungen abgedeckt werden. Aber auch die Marktwirtschaft hat diese Veranstaltungen für sich entdeckt, und so werden neue Produkte häufig in einem solchen Rahmen präsentiert.
Die im internationalen Vergleich verhältnismäßig geringen Besucherzahlen deutschsprachiger Veranstaltungen werden unter anderen darauf zurückgeführt, dass Comics in Deutschland nicht die gleiche Akzeptanz besitzen wie in anderen Ländern. So fehlt in Deutschland bis heute eine konkrete Kategorisierung für Comics, die als „für Kinder“, „für Sammler“ und „für Zwischendurch“ umschrieben wird. In diesem Zusammenhang wird auch die schlechte Kooperation zwischen den Verlegern literarischer Werke und anderen Medien wie Internet und Fernsehen kritisiert.

## Anime-Conventions im deutschsprachigen Raum
Etwa seit Mitte der 1990er-Jahre gibt es in Deutschland regionale private Anime- und Manga-Treffen. Die erste regionale Anime-Convention in Deutschland war der iHAT in Hamburg, der zum ersten Mal im Juni 1998 stattfand. Die erste deutschlandweite Anime-Convention war das vom „Sailor Moon Online Fanclub“ (SMOF) organisierte Neo Moon Projekt vom 19. bis 20. September 1998 in Zorneding bei München, und die erste heute noch jährlich stattfindende Anime-Convention war der Anime Marathon des Anime no Tomodachi, der vom 26. bis 28. März 1999 in Königs Wusterhausen stattfand. Ebenfalls eine der ersten Conventions im deutschsprachigen Raum waren 2001 die AniNite in Wien und die Japanimanga Night in Winterthur, heute in Davos.
Die größten deutschsprachigen Conventions sind die erstmals im Sommer 1999 von der AnimaniA veranstaltete AnimagiC mit derzeit rund 30.000 Besuchern (Stand 2024), die seit 2002 vom Animexx organisierte Connichi in Wiesbaden mit 38.500 (Stand 2024) sowie die 2009 erstmals durchgeführte DoKomi in Düsseldorf mit über 180.000 Besuchern (Stand 2024). Seit 2014 findet in Leipzig die Manga-Comic-Convention eingebettet in die Leipziger Buchmesse statt, seit 2017 mit mehr als 100.000 Besuchern.

## Anime-Conventions international
Die größte europäische Anime-Convention ist die französische Japan Expo in Paris mit 247.000 Besuchern, vor dem italischen Lucca Comics in Lucca (umfasst Videospiele und Comics generell) mit 240.000 Besuchern und die spanische Manga Barcelona in Barcelona mit 163.000 Besuchern. Die größten Anime-Conventions in den USA sind die Anime Expo in Südkalifornien mit knapp 41.000 Besuchern und die Otakon in Baltimore/Maryland mit 22.000 Besuchern.
Eine den Conventions vergleichbare Veranstaltung in Japan ist der zweimal jährlich in Tokio veranstaltete Comic Market mit 550.000 Besuchern bei der 73. Veranstaltung, eine Verkaufsausstellung selbst gezeichneter Manga (Doujinshi) ohne Showprogramm. Die AnimeJapan bietet seit 2014 das klassische Angebot einer Convention.

## Liste von Manga- und Anime-Conventions
In der folgenden Liste sind Conventions geführt, deren Schwerpunkt auf Anime und/oder Manga liegt und die über 10.000 Besucher zählen. Kleinere Veranstaltungen in Deutschland sind unter Anime und Manga in Deutschland#Veranstaltungen geführt.
| Name                       | Ort                           | Jahre     | max. Besucherzahl 1 | Besonderheiten |
| -------------------------- | ----------------------------- | --------- | ------------------- | --- |
| AnimagiC                   | Deutschland, Mannheim         | 1999–…    | 030.000             | bis 2005 in Koblenz, von 2006 bis 2016 in Bonn                                                                                   |
| AniMaCo                    | Deutschland, Berlin           | 2004–2018 | 011.000             | wechselte jährlich mit Mega Manga Convention, mit welcher sie sich 2019 zur MEX-Berlin zusammenschloss                           |
| Anime Contents Expo        | Japan, Chiba                  | 2011–2013 | 070.000             | Abspaltung aus der Tōkyō Kokusai Anime Fair, mit dieser 2014 zur AnimeJapan verschmolzen                                         |
| Anime Expo                 | Vereinigte Staaten, Anaheim   | 1991–…    | 357.000             | im ersten Jahr in San José |
| Anime Focal Luxembourg     | Luxemburg, Luxemburg          | 2022–…    | 030.000             | |
| Anime Messe Babelsberg     | Deutschland, Potsdam          | 2016–…    | 022.000             | bis 2018 in Berlin als Anime Messe Berlin mit wechselnden Standorten, seit 2018 im Filmpark Babelsberg                           |
| AnimeJapan                 | Japan, Tokio                  | 2014–…    | 145.000             | Zusammenschluss der Tōkyō Kokusai Anime Fair und Anime Contents Expo                                                             |
| AniNite                    | Österreich, Wien              | 2001–…    | 025.000             | |
| Comic Market               | Japan, Tokio                  | 1976–…    | 750.000             | älteste und größte Veranstaltung ihrer Art                                                                                       |
| Connichi                   | Deutschland, Wiesbaden        | 2002–…    | 038.500             | Ludwigshafen am Rhein 2002, bis 2022 in Kassel                                                                                   |
| DeDeCo                     | Deutschland, Dresden          | 2012–…    | 011.000             | |
| DoKomi                     | Deutschland, Düsseldorf       | 2009–…    | 215.000             | |
| Japan Expo                 | Frankreich, Villepinte        | 1999–…    | 247.000             | |
| MAG-C                      | Deutschland, Erfurt           | 2015–…    | 012.300             | bis 2017 unter den Namen MaGnology in Hamburg und bis 2022 unter den Namen MAG                                                   |
| Manga-Comic-Convention     | Deutschland, Leipzig          | 2014–…    | 105.000             | seit 2001 als Comicbereich der Leipziger Buchmesse, seit 2014 als separate Veranstaltung der Buchmesse                           |
| Mega Manga Convention      | Deutschland, Berlin           | 2002–…    | 012.600             | wechselte seit 2004 jährlich mit AniMaCo, mit welcher sie sich 2019 zu MEX-Berlin zusammenschloss, seit 2023 wieder eigenständig |
| Manga & Entertainment Expo | Deutschland, Berlin           | 2019–…    | 017.000             | Zusammenschluss der AniMaCo und der Mega Manga Convention                                                                        |
| Otakon                     | Vereinigte Staaten, Baltimore | 1994–…    | 107.500             | |
| Polaris Convention         | Deutschland, Hamburg          | 2022–…    | 040.000             | |
| Polymanga                  | Schweiz, Lausanne             | 2006–…    | 030.000             | |
| Manga Barcelona            | Spanien, Barcelona            | 1995–…    | 163.000             | Die Convention hieß bis 2018 „Salón del Manga de Barcelona“                                                                      |
| Tōkyō Kokusai Anime Fair   | Japan, Tokio                  | 2002–2013 | 132.000             | 2014 mit Anime Contents Expo zu AnimeJapan verschmolzen                                                                          |
| YuniCon                    | Österreich, Schwechat         | 2018–…    | 014.000             | |